# Hawkeye (phim truyền hình)
Hawkeye (tạm dịch tiếng Việt: Mắt diều hâu) là bộ phim truyền hình ngắn tập Mỹ được tạo ra bởi Jonathan Igla và phát sóng trên nền tảng chiếu phim trực tuyến Disney+, phim được dựa trên các đầu truyện của Marvel Comics xoay quanh hai nhân vật chính là Clint Barton / Hawkeye và Kate Bishop / Hawkeye. Đây là phần phim truyền hình thứ năm thuộc Vũ trụ Điện ảnh Marvel (MCU) được sản xuất bởi Marvel Studios, tiếp nối với các phần phim khác thuộc MCU với mốc thời gian sau sự kiện của Avengers: Hồi kết (2019). Igla cũng sẽ chấp bút cho kịch bản phim cùng với Rhys Thomas trong vai trò lãnh đạo nhóm đạo diễn.
Dàn diễn viên chính của phim sẽ bao gồm Jeremy Renner sẽ tiếp tục trở lại với vai diễn Clint Barton của anh từ các phần phim trước và Hailee Steinfeld trong vai Kate Bishop. Cùng với đó là sự tham gia diễn xuất các các diễn viên phụ khác như Tony Dalton, Fra Fee, Brian d'Arcy James, Aleks Paunovic, Piotr Adamczyk, Linda Cardellini, Simon Callow, Vera Farmiga và Alaqua Cox.
Hawkeye sẽ bao gồm sáu tập phim với hai tập đầu tiên được ra mắt vào ngày 24 tháng 11, 2021. Phim sẽ thuộc Giai đoạn 4 của MCU. Sau khi ra mắt, phim đã nhận được rất nhiều phản hồi tích cực từ các nhà phê bình, chủ yếu xoay quanh các phân cảnh hành động cũng như sự hòa hợp của dàn diễn viên chính.
Phần phim ngoại truyện, Echo, tập trung vào nhân vật Maya Lopez / Echo của nữ diễn viên Alaqua Cox cũng được thông báo đang trong giai đoạn phát triển.

## Nội dung
Lấy bối cảnh hai năm sau các sự kiện của Avengers: Endgame (2019), phim sẽ xoay quanh hành trình của Clint Barton và Kate Bishop, cả hai bất đắc dĩ phải hợp tác với nhau để chống lại những kẻ thù từ quá khứ khi Clint còn làm Ronin. Đồng thời bên cạnh đó, Clint cũng phải cố gắng hết sức để trở về bên gia đình của mình vào dịp Giáng sinh.

## Diễn viên
- Jeremy Renner trong vai Clint Barton / Hawkeye:
Một cung thủ bậc thầy, đồng thời là cựu Avenger và đặc vụ của SHIELD. Loạt phim khám phá sâu hơn về thời gian của nhân vật này với tư cách là Ronin, xuất hiện lần đầu trong Avengers: Endgame (2019). Renner nói rằng việc gặp Kate Bishop mang đến "một sự tấn công của các vấn đề" trong cuộc sống của Barton, vì Barton không hiểu nỗi ám ảnh của cô với anh ta.
- Hailee Steinfeld trong vai Kate Bishop:
Một người hâm mộ Hawkeye 22 tuổi, người trở thành bảo mẫu của Barton và được đào tạo để tiếp quản lớp áo của Hawkeye. Cô thu hút sự chú ý của Barton bằng cách giả dạng Ronin. Steinfeld mô tả Bishop là "thông minh và dí dỏm" và là một "badass", với khả năng thể chất "vượt qua cả mái nhà", trong khi Renner nói rằng cô ấy có "một cách tuyệt vời khó chịu và không kém phần quyến rũ về cô ấy". Nhà sản xuất Trinh Tran nói Steinfeld đã học bắn cung vì Bishop "tự học" và cảm thấy đó là một khía cạnh quan trọng trong tính cách của cô vì cô rất thần tượng Barton. Clara Stack vào vai Kate Bishop lúc nhỏ.
- Tony Dalton vai Jack Duquesne:
Vị hôn phu mới của Eleanor và là cháu trai của Armand. Nhân vật này không đóng vai trò là người cố vấn của Barton như trong truyện tranh.
- Fra Fee trong vai Kazimierz "Kazi" Kazimierczak:
Một lính đánh thuê cho nhóm Mafia Tracksuit. Fee, người mô tả nhân vật của mình là có "lòng trung thành sâu sắc" đối với Mafia nhưng cũng có chút thất vọng khi không có vị trí cao hơn trong băng đảng, đã học Ngôn ngữ ký hiệu Mỹ cho vai diễn này, do Kazi đảm nhận Phiên dịch viên của Maya Lopez. Phoenix Crepin vào vai Kazi khi còn trẻ.
- Brian d'Arcy James trong vai Derek Bishop: Người cha đã qua đời của Kate.
- Aleks Paunovic trong vai Ivan: Một kẻ thực thi cho Mafia Tracksuit.
- Piotr Adamczyk trong vai Tomas: Một người thực thi cho Mafia Tracksuit.
- Linda Cardellini trong vai Laura Barton: Vợ của Clint và là cựu đặc vụ của SHIELD
- Simon Callow vai Armand Duquesne III: Chú của Jack.
- Vera Farmiga vai Eleanor Bishop: Mẹ của Kate và là Giám đốc điều hành của Bishop Security.
- Alaqua Cox trong vai Maya Lopez: Chỉ huy câm của nhóm Mafia Tracksuit. Darnell Besaw, người họ hàng của Cox, đóng vai Maya Lopez khi còn nhỏ.
- Zahn McClarnon trong vai William Lopez: Người cha đã qua đời của Maya và là cựu chỉ huy của nhóm Mafia Tracksuit.
- Florence Pugh trong vai Yelena Belova / Black Widow:
Một điệp viên và sát thủ được đào tạo chuyên sâu đang săn lùng Barton vì anh ta được cho là liên quan đến cái chết của chị gái Natasha Romanoff. Pugh nói rằng Belova đang tiếp tục "những gì cô ấy giỏi, và mặc dù em gái cô ấy không ở đó, cô ấy đã trở lại làm việc", mặc dù nhiệm vụ săn Barton "đặt ra một thử thách hoàn toàn khác".
- Vincent D'Onofrio vai Wilson Fisk / Kingpin:
Một trùm tội phạm ở New York, người mà Eleanor có mối quan hệ với. D'Onofrio đảm nhận vai diễn của mình từ loạt phim Daredevil (2015–2018) của Truyền hình Marvel. Về vai diễn của Kingpin trong loạt phim, các đạo diễn Bert & Bertie cho biết họ muốn tính đến sự hiện diện của nhân vật đã được thiết lập trong Daredevil. D'Onofrio coi vai diễn này là sự tiếp nối vai diễn của anh ấy trong Daredevil, với thể lực chênh lệch nhưng vẫn hành nghề “qua cơn đau thuở ấu thơ”. Anh ấy đóng vai nhân vật cho rằng Fisk đã lấy lại quyền lực sau khi mất trạng thái trong suốt sự kiện Cú búng tay của Thanos (The Blip). Anh ấy nói thêm rằng bức chân dung được "thực hiện với mục đích kết nối càng nhiều điểm từ Daredevil đến Hawkeye càng tốt", nhưng thừa nhận rằng một số khía cạnh, chẳng hạn như sức mạnh thể chất được nâng cao của anh ấy, không thể kết nối trở lại.

Tái hiện trong loạt phim là Carlos Navarro trong vai Enrique, một người thực thi cho Mafia Tracksuit; Ben Sakamoto, Ava Russo và Cade Woodward đảm nhận vai trò tương ứng của họ là Cooper, Lila và Nathaniel các con của Barton trong các bộ phim MCU trước đó; Jolt, một chú chó săn lông vàng, vào vai Lucky the Pizza Dog; Clayton English, Adetinpo Thomas, Robert Walker-Branchaud, và Adelle Drahos lần lượt trong vai Grills, Wendy, Orville, và Missy, các LARPers NYC, những người kết bạn và giúp đỡ Barton và Bishop; và Ivan Mbakop với tư cách là Thám tử NYPD Caudle. 
Ngoài ra còn có Jonathan Bergman trong vai Armand VII, cháu trai của Armand III,  và Franco Castan trong vai Thám tử Rivera, một thành viên của NYPD. Vở nhạc kịch về Steve Rogers / Captain America hư cấu trong loạt phim, Rogers: The Musical, chứng kiến các diễn viên sân khấu hóa thân vào vai Thor (Jason Scott McDonald), Loki (Jordan Chin), Rogers (Tom Feeney), Bruce Banner / Hulk (Harris Turner), Barton (Avery Gillham), Romanoff (Meghan Manning), Tony Stark / Iron Man (Aaron Nedrick), Scott Lang / Ant-Man (Nico DeJesus), và các chiến binh Chitauri. Adam Pascal trong vai trò khách mời trong vai Công dân chính trong vở nhạc kịch. Phát thanh viên Pat Kiernan xuất hiện với tư cách là chính mình.

## Các tập phim
| TT. | Tiêu đề                                                                  | Đạo diễn      | Biên kịch                     | Ngày phát sóng gốc   |
| --- | ------------------------------------------------------------------------ | ------------- | ----------------------------- | -------------------- |
| 1 | "Never Meet Your Heroes / Không bao giờ có thể gặp người hùng đích thực" | Rhys Thomas   | Jonathan Igla                 | 24 tháng 11 năm 2021 |
| Vào năm 2012, trong Trận chiến ở New York, Kate Bishop lúc còn bé chứng kiến Clint Barton chiến đấu với Chitauri và khao khát trở thành một anh hùng như anh ta sau khi anh ta vô tình cứu mạng cô. Hiện tại, Barton dành thời gian cho các con đến New York đón Giáng sinh. Trong khi đó, Bishop tham dự buổi dạ tiệc đấu giá từ thiện với mẹ cô Eleanor và biết rằng mẹ cô đã đính hôn với Jack Duquesne. Bên dưới buổi dạ tiệc, Bishop tình cờ tham gia một cuộc đấu giá chợ đen với các vật phẩm được thu hồi từ những gì còn lại của Khu tổ hợp Avengers, tìm thấy Duquesne và chú Armand III của anh ta trong số những người tham dự. Cuộc đấu giá bị gián đoạn bởi Tracksuit Mafia, kẻ cố gắng thu hồi một chiếc đồng hồ trong số các món đồ. Khi Duquesne đánh cắp thanh kiếm Ronin của Barton, Bishop lấy lại bộ đồ Ronin của Barton và đánh bại các thành viên mafia khi đang mặc nó. Sau khi giải cứu một con chó hoang mà sau này cô đặt tên là "Lucky the Pizza Dog", cô trốn về căn hộ của mình trước khi truy tìm Armand để điều tra thêm, nhưng phát hiện ra rằng Armand đã bị sát hại tại nhà của mình và bị Tracksuit Mafia dồn vào chân tường sau khi chạy trốn khỏi hiện trường vụ án. Barton, người đã nhìn thấy một bản tin về sự trở lại của Ronin, đã giải cứu Bishop khỏi bọn côn đồ.                       |                                                                          |               |                               |                      |
| 2 | "Hide and Seek / Trốn và tìm"                                            | Rhys Thomas   | Elisa Climent                 | 24 tháng 11 năm 2021 |
| Bishop đưa Barton trở lại căn hộ của cô ấy, nhưng họ bị tấn công bởi Mafia Tracksuit và buộc phải sơ tán, bỏ lại bộ đồ Ronin. Sau khi chuyển đến căn hộ của người dì đang đi nghỉ mát của Bishop, Barton gửi các con của mình trở về nhà, hứa sẽ đoàn tụ với chúng vào Ngày Giáng sinh. Anh hộ tống Bishop đến nơi làm việc của cô, sau đó lấy lại bộ đồ Ronin từ thành viên FDNY Grills tại một sự kiện LARP. Sau đó, Bishop không thuyết phục được Eleanor về việc Duquesne có liên quan đến cái chết của Armand. Sau khi thách đấu Duquesne trong một cuộc đấu kiếm, cô cố gắng liên lạc với Barton, nhưng không biết rằng anh ta đã để cho mình bị Mafia Tracksuit bắt giữ. Cô theo dõi vị trí của Barton, nhưng cuối cùng bị bắt, và cả nhóm thông báo cho sếp của họ, Maya Lopez về những gì đã xảy ra. |                                                                          |               |                               |                      |
| 3 | "Echoes / Tiếng vọng"                                                    | Bert & Bertie | Katie Mathewson & Tanner Bean | 1 tháng 12 năm 2021  |
| Lopez thẩm vấn Barton và Bishop về Ronin, kẻ đã giết cha cô nhiều năm trước. Barton cố gắng tự giải thoát và chống lại Mafia Tracksuit, mặc dù Lopez đã làm hỏng thiết bị trợ thính của mình trong quá trình này. Sau khi Bishop được giải thoát, cả hai đã trốn thoát bằng cách sử dụng mũi tên lừa của Barton và sửa máy trợ thính của anh ta. Trong khi chuyển đến một địa điểm khác, trung úy Kazi của Lopez khuyên cô đừng để gặp rắc rối với "ông chú" của mình. Với ý định tìm hiểu thêm về Tracksuit Mafia cũng như Duquesne, Bishop thuyết phục Barton thâm nhập vào căn hộ áp mái của Eleanor và sử dụng tài khoản công ty của cô để truy cập cơ sở dữ liệu tội phạm của Bishop Security. Tuy nhiên, Bishop đã bị khóa khỏi hệ thống khi cố gắng vượt qua an ninh trong khi Barton chạm trán với Duquesne, kẻ đe dọa anh ta bằng thanh kiếm của Ronin. |                                                                          |               |                               |                      |
| 4 | "Partners, Am I Right? / Cộng sự, tôi làm đúng chứ?"                     | Bert & Bertie | Erin Cancino & Heather Quinn  | 8 tháng 12 năm 2021  |
| Barton xoa dịu tình hình sau khi Eleanor và Duquesne nhận ra anh ta là một Avenger. Eleanor yêu cầu anh ta giữ Bishop khỏi cuộc điều tra của anh ta và sau đó liên lạc với một người không quen biết để thông báo cho họ về tình hình. Với sự giúp đỡ của vợ Laura, Barton bí mật thu hồi thanh kiếm của mình và phát hiện ra rằng Duquesne là Giám đốc điều hành của Sloan Limited, một tập đoàn chuyên rửa tiền cho Mafia Tracksuit, trong khi Bishop suy luận rằng Barton chính là Ronin. Barton xác định vị trí của Kazi và yêu cầu anh ta nói Lopez ra khỏi mối quan hệ của cô ấy để chống lại Ronin trong khi Bishop thu hút một nhóm LARPers để lấy những mũi tên lừa của Barton. Sau đó, Laura thông báo cho Barton rằng chiếc đồng hồ mà Mafia Tracksuit đánh cắp đang gửi tín hiệu theo dõi từ một tòa nhà chung cư. Barton và Bishop đi lấy nó, nhưng lại tìm thấy nó trong căn hộ của Lopez, nơi cô cũng ghi chép về Barton và gia đình anh. Lopez tấn công Bishop trong khi Barton bị phục kích bởi một sát thủ đeo mặt nạ. Một cuộc chiến xảy ra giữa bốn chiến binh, với Bishop làm Lopez bị thương, buộc cô phải rút lui, trong khi Barton vạch mặt kẻ tấn công anh ta,, người cũng trốn thoát. Barton quyết định rằng anh ta không thể tiếp tục đặt Bishop vào tình thế nguy hiểm và phá vỡ quan hệ đối tác của họ. |                                                                          |               |                               |                      |
| 5 | "Ronin / Lãng nhân"                                                      | Bert & Bertie | Jenna Noel Frazier            | 15 tháng 12 năm 2021 |
| Vào năm 2018, Belova và đồng nghiệp của Góa phụ đen Sonya, người đã giúp các Góa phụ đen được lập trình lại, đoàn tụ với một cựu Góa phụ khác, Ana, và Belova trở thành nạn nhân của Cú búng tay của Thanos. Ở hiện tại, Bishop trở lại nhà của Eleanor và nói với cô ấy về tập đoàn vỏ bọc của Duquesne, khiến Eleanor gọi cho NYPD và bắt anh ta. Bishop quay trở lại căn hộ của mình, nơi cô thấy Belova đang đợi cô trước khi người sau tiết lộ quá khứ và nhiệm vụ giết Barton của cô. Trong khi đó, sau khi hồi phục tại căn hộ của Grills, Barton mặc bộ đồ Ronin và đối mặt với Lopez tại cửa hàng ô tô, nơi anh ta đã giết cha cô. Trong cuộc chiến, anh ta lộ mặt và cố gắng thuyết phục cô ấy từ bỏ mối quan hệ của mình và để lại gia đình anh ta một mình. Anh tiết lộ rằng một người cung cấp thông tin làm việc cho ông chủ của Lopez muốn cha cô chết, nhưng ban đầu Lopez không tin anh ta. Bishop đến để giúp Barton trốn thoát, trong khi Lopez trở nên nghi ngờ Kazi, người đã vắng mặt vào đêm cha cô qua đời. Ngày hôm sau, Belova nhắn tin cho Bishop, tiết lộ rằng cô đã được Eleanor thuê để giết Barton và Eleanor đang làm việc với "bác" của Lopez, người mà Barton xác định là Kingpin. |                                                                          |               |                               |                      |
| 6 | "So This Is Christmas? / Vậy đây là Giáng sinh?"                         | Rhys Thomas   | Jonathan Igla & Elisa Climent | 22 tháng 12 năm 2021 |
| Khi Eleanor gặp Kingpin để cắt đứt quan hệ đối tác của họ, Barton và Bishop xem một đoạn ghi âm của họ và biết rằng Eleanor đã giết Armand và đóng khung Duquesne. Vào đêm Giáng sinh, Barton và Bishop tham dự bữa tiệc nghỉ lễ của Eleanor, nơi Bishop đối mặt với mẹ cô và biết được cha cô mắc nợ Kingpin, dẫn đến việc Eleanor phải làm việc với hắn ta. Kazi định ám sát Eleanor theo lệnh của Kingpin, nhưng thay vào đó lại nhắm vào Barton. Barton nhờ sự giúp đỡ từ Grills, LARPers và Duquesne để sơ tán cả nhóm trước khi gia nhập Bishop để đánh bại Tracksuit Mafia. Sau khi Lopez vô hiệu hóa Kazi, Bishop cố gắng tìm kiếm Eleanor trong khi Barton phải đối mặt với Belova, người yêu cầu sự thật của cái chết của Natasha Romanoff. Họ chiến đấu, nhưng anh ấy nhắc cô ấy nhớ về tình bạn của anh ấy với Romanoff và sự hy sinh của cô ấy để cứu toàn bộ vũ trụ. Belova tha cho anh ta và bỏ đi. Kingpin cố gắng ngăn Eleanor trốn thoát, nhưng Bishop đến và hạ gục hắn ta bằng những mũi tên lừa của Barton. Sau đó, Eleanor bị cảnh sát bắt vì tội giết Armand. Kingpin trốn thoát, nhưng phải đối mặt với Lopez khi một tiếng súng vang lên. Ngày hôm sau, Barton trở về gia đình với Bishop và Lucky, trả lại đồng hồ cho Laura, và đốt bộ đồ Ronin.                                                          |                                                                          |               |                               |                      |

## Sản xuất

### Phát triển
Vào tháng 9 năm 2018, Marvel Studios đang phát triển một số loạt phim giới hạn cho dịch vụ phát trực tuyến của công ty mẹ Disney, Disney+, tập trung vào các nhân vật "cấp hai" từ các bộ phim thuộc Vũ trụ Điện ảnh Marvel (MCU) , những người chưa và không có khả năng đóng phim của riêng họ. Đến tháng 4 năm 2019, quá trình phát triển loạt phim phiêu lưu với sự tham gia của Jeremy Renner trong vai nhân vật phim MCU Clint Barton / Hawkeye của anh đã bắt đầu. Cốt truyện dự kiến sẽ theo sau Barton khi anh ta để lại danh hiệu Hawkeye cho Kate Bishop. Feige đã được thiết lập để sản xuất loạt phim giới hạn, sẽ kéo dài từ sáu đến tám tập. Renner ban đầu đã ký hợp đồng đóng vai chính trong một bộ phim truyện độc lập tập trung vào nhân vật của anh ấy, nhưng thay vào đó đã đồng ý đóng vai chính trong một loạt phim sau khi Feige quyết định phát triển lại dự án cho Disney+. Nhà sản xuất điều hành Trinh Tran giải thích rằng loạt phim dài sáu giờ cho phép Marvel có thêm không gian để khám phá cốt truyện của Barton, giới thiệu Bishop và phát triển sự năng động giữa hai nhân vật thu hút người hâm mộ truyện tranh, tất cả đều bị hạn chế bởi thời gian chạy hai giờ của một bộ phim. Feige chính thức công bố Hawkeye tại San Diego Comic-Con vào tháng Bảy. 
Vào tháng 9 năm 2019, Jonathan Igla được tiết lộ sẽ đảm nhận vai trò biên kịch chính của bộ truyện. Amy Berg cũng từng là ứng cử viên biên kịch chính. Vào tháng 7 năm 2020, Rhys Thomas được thuê để chỉ đạo ba tập cho loạt phim và đóng vai trò là nhà sản xuất điều hành, với bộ đôi làm phim Bert & Bertie được thuê để chỉ đạo ba tập còn lại. Borys Kit tại The Hollywood Reporter cảm thấy việc thuê những đạo diễn này cho thấy loạt phim có thể có một "giai điệu nhẹ nhàng", dựa trên tác phẩm trước đây của từng người. Brad Winderbaum, Victoria Alonso, và Louis D'Esposito cũng là nhà sản xuất điều hành. Bộ phim bao gồm sáu tập. Kinh phí cho mỗi tập được báo cáo là 25 triệu đô la.

### Hậu kỳ
Terel Gibson được xác nhận sẽ đảm nhận vai trò biên tập của phim.

### Âm nhạc
Christophe Beck được tiết lộ sẽ soạn nhạc cho loạt phim vào tháng 9 năm 2021, trước đó, anh cũng soạn nhạc cho bộ phim Người Kiến (2015), Người Kiến và Chiến binh Ong (2018) và WandaVision (2021). Tập phim "Never Meet Your Heroes" có cảnh về vở nhạc kịch broadway hư cấu mang tên Rogers: The Musical, xoay quanh trận chiến tại New York, được soạn bởi Marc Shaiman và Scott Wittman.

## Quảng bá
Concept art cho loạt phim có thiết kế trang phục của các nhân vật đã được đưa vào Mở rộng vũ trụ , một sản phẩm đặc biệt của Marvel Studios đã ra mắt trên Disney + vào ngày 12 tháng 11 năm 2019.  Một đoạn giới thiệu được phát hành vào ngày 13 tháng 9 năm 2021. Jeremy Mathai của /Film cho biết mọi thứ trong đoạn teaser trông "thú vị một cách đáng kinh ngạc - từ giọng điệu hài hước, thoải mái" đến phản ứng hóa học giữa Steinfeld và Renner. Anh ta say mê về câu chuyện của bộ truyện thấp với việc Barton cố gắng về nhà đón Giáng sinh. Chaim Gartenberg của The Verge bị thu hút bởi "tông màu nhẹ nhàng đáng ngạc nhiên" của đoạn giới thiệu và cảm thấy loạt phim sẽ thu hút các yếu tố từ các bộ phim Giáng sinh Home Alone (1990) và Die Hard (1988). Sam Warner của NME đã mô tả đoạn giới thiệu này như một "cái nhìn đầu tiên về lễ hội" về loạt phim, và lưu ý việc sử dụng bài hát "Đó là thời điểm tuyệt vời nhất trong năm". Stephen Iervolino của Good Morning America cho biết đoạn giới thiệu là sự pha trộn giữa "hành động, hài hước và những cảnh quay điệp viên 007 hết sức nghiêm túc".  Ryan Parker, viết cho The Hollywood Reporter , lưu ý rằng giọng điệu độc đáo của đoạn giới thiệu đã giới thiệu bộ phim là "nhiều hơn một bộ phim hài, vui chơi kỳ nghỉ, mặc dù có rất nhiều hành động". Entertainment Weekly ' Sự rung cảm giống như Ở nhà Một mình "đối với bộ truyện và ghi nhận nhiều đoạn giới thiệu về truyện tranh, đặc biệt là đoạn chạy của Fraction.  Áp phích chính thức của bộ truyện được phát hành vào cuối tháng 10, với John Lutz của Collider lưu ý nguồn cảm hứng sâu xa hơn cho cuộc chạy bộ của Fraction trong trang phục của Barton và Bishop trên áp phích và màu sắc được sử dụng, cũng như logo của bộ truyện. 
Một tập của loạt phim Marvel Studios: Legends được phát hành vào ngày 12 tháng 11 năm 2021, nhân dịp kỷ niệm "Ngày Disney+" của Disney+, khám phá Barton bằng cách sử dụng cảnh phim về các lần xuất hiện trong MCU của anh ấy. Ngoài ra, một cảnh mở rộng đã được phát hành vào Disney + Day. Vào tháng 1 năm 2021, Marvel công bố chương trình "Marvel Must Haves" của họ, trong đó tiết lộ đồ chơi, trò chơi, sách, quần áo, đồ trang trí nhà mới và các hàng hóa khác liên quan đến mỗi tập phim của Hawkeye sau khi một tập phim được phát hành.  Hàng hóa "Must Haves" đầu tiên cho các tập phim bắt đầu vào ngày 26 tháng 11 năm 2021.

## Phát hành
Hawkeye sẽ phát hành hai tập đầu tiên trên Disney+ vào ngày 24 tháng 11 năm 2021. Bốn tập phim còn lại sẽ được chiếu đều đặn hàng tuần vào thứ Tư, kết thúc vào ngày 22 tháng 12. Phim sẽ là một phần của Giai đoạn 4 thuộc MCU. Một buổi công chiếu cũng đã được tổ chức tại Luân Đôn vào ngày 11 tháng 11, 2021 và Rạp El Capitan vào ngày 17 tháng 11 tại Los Angeles.

## Đón nhận

### Phê bình
Trang web tổng hợp đánh giá Rotten Tomatoes báo cáo đánh giá phê duyệt 92% với đánh giá trung bình là 7,55 / 10, dựa trên 172 bài phê bình. Sự đồng thuận quan trọng của trang web cho biết, " Hawkeye bắt đầu chậm, nhưng hành động ở cấp độ đường phố là một sự thay đổi nhịp độ mới cho MCU — và phản ứng hóa học giữa các nhân vật chính vẫn lấp lánh ngay cả khi cốt truyện bị trì hoãn." Metacritic, sử dụng giá trị trung bình có trọng số, đã ấn định điểm 66 trên 100 dựa trên 27 nhà phê bình, cho thấy "các bài đánh giá nói chung là thuận lợi".
Andrew Webster của The Verge cảm thấy Hawkeye là "một vài điều khác biệt", nói thêm: "Đó là cơ hội để dành nhiều thời gian hơn với một trong những Avengers ít được biết đến hơn, đó là câu chuyện khởi nguồn cho một anh hùng đang lên, và đó là một bộ phim trinh thám lấy bối cảnh lễ Giáng sinh ở thành phố New York khi MCU thêm một thể loại khác vào màn trình diễn toàn diện của nó. " Anh ấy coi nó cùng với WandaVision và Loki là loạt phim hay nhất của MCU trên Disney+. Viết cho Empire , Laura Sirikul cho bộ truyện bốn trên năm sao và mô tả nó là "quyến rũ và đầy trái tim". Richard Trenholm của CNET đã đánh giá tích cực về loạt phim trong khi lưu ý rằng "Nhìn chung, Hawkeye không phải là một phản anh hùng bị tra tấn để tìm kiếm sự chuộc tội, anh ấy vẫn chỉ là Jeremy Renner niềm nở đang lê lết xung quanh trông có vẻ cáu kỉnh. Và bộ phim chủ yếu biết điều này, đưa anh ta vào những cảnh hành động vui tươi hơn hơn là nguy hiểm. Đặc biệt, tập 2 có cả Clint và Kate tham gia vào một trận chiến giả thú vị để xem hơn là nguy hiểm cho sức khỏe của họ, một sự thay đổi vui nhộn trong công thức hành động tàn nhẫn mỗi cảnh trong mỗi tập. " 
Polly Conway của Common Sense Media đã đánh giá miniseries 4 / 5 sao và ca ngợi việc mô tả các thông điệp và hình mẫu tích cực. [...] Mặc dù họ phải hy sinh nhiều để làm như vậy, nhưng các anh hùng đang chiến đấu vì những điều tốt đẹp hơn. Họ thể hiện lòng dũng cảm, tinh thần đồng đội và sự kiên trì." Ben Travers của IndieWire cho loạt phim là "C−", cảm thấy rằng nó "quan tâm đến việc thiết lập Kate Bishop cho các giai đoạn MCU trong tương lai hơn là tạo ra một vấn đề xứng đáng với thời gian của hai anh hùng".